# Anàs
Anàs es una localidad española perteneciente al municipio leridano de Vall  de Cardós, en la comunidad autónoma de Cataluña.

## Historia
La localidad, por entonces un municipio con ayuntamiento propio, contaba hacia mediados del siglo XIX con 92 habitantes. Aparece descrita en el segundo volumen del Diccionario geográfico-estadístico-histórico de España y sus posesiones de Ultramar de Pascual Madoz de la siguiente manera:

ANAS: l. con ayunt. en la prov. de Lérida (34 horas), part. jud. de Sort (7), aud. terr. y c. g. de Cataluña (Barcelona 50), dióc. de Seo de Urgel (12), oficialato de Cardós: sit. en una pequeña altura, al pie de la cual pasa el riach. llamado de Estaon, le combaten principalmente los vientos del N. y S., y el clima, aunque frio, es bastante saludable, sin conocerse mas enfermedades que algunos catarros y pulmonías. Tiene 16 casas, escuela de primeras letras, á la que asisten de 25 á 30 niños, cuyo maestro está dotado con 400 rs. anuales , y una igl. parr.,dedicada  á San Román, de la que es aneja la de Bonastarre: sirven el culto un cura párroco y dos beneficiados; el curato, de la clase de rectorias, es de primer ascenso, y lo provee S. M. ó el diocesano, según los meses en que vaca, mediante oposicion en concurso general. Confina el 
térm. por N. con el de Estaon, 1 hora, por E. con el de Bonastarre 1/4, por S. con el de Surri 1/2 , y por O. con el de Berros-Subirá 1 1/2. Dentro del mismo brotan algunas fuentes, cuyas aguas, juntamente con las del espresado riach., aprovechan los hab. para su consumo doméstico y otros usos agrícolas. El terreno es muy escabroso, hallándose circuido de altas montanas que proporcionan leña para construccion y combustible, con muchos y esquisitos pastos para el ganado: contiene unos 150 jornales de tierra de labor, de mediana calidad y sumamente floja, por lo que el riego le favorece muy poco. Cruza por el térm. el camino real que dirige á Francia por el puerto de Tabascan. La correspondencia la conduce de Tromp un balijero basta Llaborsí, donde la toma un espreso; se recibe los domingos y jueves por la tarde, y sale los mártes y viérnes: prod.: algun trigo, centeno, patatas, hortaliza, heno y otros frutos: cria ganado vacuno, lanar y cabrio, y algún mular y caballar; hay caza de liebres y perdices; y pesca de truchas. Comercio: el de esportacion de lanas á Francia por el puerto de Tabascan, é importacion del interior de la Península de vino, aceite, géneros coloniales y ultramarinos. pobl.: 10 vec., 92 alm.: riqueza imp.: 13,808 rs.: el presupuesto municipal asciende á 450 rs., y se cubre con el prod. de algunos arbitrios y por reparto entre los vec. Antes de la abolicion de señ. pertenecia el de este pueblo al conde de Villamur, á quien se pagaba cierto canon, que concluyó en la indicada época.
(Madoz, 1845, pp. 269-270)

La localidad, perteneciente en la actualidad al municipio de Vall de Cardós, en 2021 tenía una población de 27 habitantes.